# Jeune Prêtresse
Jeune Prêtresse est un tableau du peintre français William Bouguereau réalisé en 1902. Cette huile sur toile représente une jeune femme aux cheveux noirs, vêtue d'une robe rose, se tenant debout, les pieds nus sur une mosaïque, un long bâton doré à la main droite. Le titre établit qu'il s'agit d'une prêtresse, probablement durant l'Antiquité gréco-romaine. Exposée au Salon des artistes français de 1902, l'œuvre est conservée à la Memorial Art Gallery de Rochester, dans l'État de New York, aux États-Unis, depuis un don en 1973.